# Kuanyama
Kuanyama je národním jazykem Angoly a Namibie. Jde o standardizovaný dialekt jazyka ovambo vzájemně srozumitelný s jazykem ndonga, jiným dialektem jazyka ovambo se standardní psanou formou.
Do jazyka kuanyama byla přeložena a v roce 1974 pod názvem Ombibeli vydána kompletní Bible.